# وینهاوزن
وینهاوزن (به آلمانی: Wienhausen) یک شهر در آلمان است که در Celle واقع شده‌است. وینهاوزن ۴٬۱۸۶ نفر جمعیت دارد.

## خواهرخوانده
شهر Portbail خواهرخواندهٔ وینهاوزن هست.